# Nữ thần lửa
Nữ thần lửa (Hangul: 불의 여신 정이, tiếng Anh: Goddess of Fire) hay Nữ thần lửa Jung Yi là một bộ phim cổ trang do đài truyền hình MBC sản xuất năm 2013. Phim có sự hợp tác giữa biên kịch Kwon Soon Kyu và đạo diễn Park Sung Soo cùng dàn diễn viên nổi tiếng như Moon Geun Young, Kim Bum, Lee Sang Yoon,...
Dựa vào hình mẫu có thật là Baek Pa-sun - nữ nghệ nhân làm gốm sứ đầu tiên dưới triều Joseon  phim xây dựng câu chuyện về cuộc sống của cô gái Jung Yi đam mê nghề gốm sứ và chuyện tình giữa cô và Hoàng tử Quang Hải Quân (Kwang Hae) của vương triều Joseon. Hải Quân yêu Jung Yi tha thiết, hết lòng hết dạ nhưng đồng thời anh cô độc đấu tranh giành quyền lực tối cao.
Bộ phim được sự đón nhận nồng nhiệt từ khán giả và liên tục lọt vào top những phim có tỉ lệ người xem cao nhất 

## Kịch bản
Sinh ra với thị giác, khứu giác, vị giác và thính giác hơn người, Yung Ji sử dụng tất cả khả năng của mình để tạo nên những sản phẩm gốm sứ tuyệt vời. Để tạo ra những sản phẩm đó, cô dùng mũi ngửi tìm nguyên liệu đất sét tốt nhất, nếm men để đảm bảo chất lượng cao nhất. Khi nung, cô sử dụng thính giác để cảm nhận và điều chỉnh nhiệt độ.
Cùng với một đôi tay khéo léo, Yung Ji đã cho ra đời những sản phẩm gốm sứ tinh tế và tuyệt hảo. Jung Yi có niềm đam mê và mơ ước trở thành thợ làm gốm sứ hàng đầu dưới thời Joseon - thời kỳ nổi tiếng với loại sứ trắng được cho là có chất lượng cao nhất châu Á thế kỷ 16.
Jung học nghề tại xưởng làm gốm Bunwon của triều đình ở Bunwon-ri, Gwangju - nơi thuật làm gốm là một tổng hòa của nghệ thuật và khoa học. Trước khi trở thành nghệ nhân, cô chỉ là một đứa trẻ thích nghịch đất sét. Xã hội bấy giờ không công nhận tài năng của phụ nữ. Nhưng bằng nghị lực và niềm tin mãnh liệt, cô đã trở thành thợ làm gốm giỏi nhất.
Về sau, Jung yêu Hoàng tử Quang Hải Quân - người về sau trở thành vua của Joseon với cuộc đời đầy bi kịch vì những âm mưu soán ngôi. Mặc dù Quang Hải Quân yêu say đắm Jung Yi nhưng cô đã bị bắt sang Nhật khi là một tù nhân chiến tranh trong cuộc xâm lược của Nhật Bản-Triều Tiên (1592–1598).

## Phân vai
- Moon Geun Young vai Jung Yi
- Lee Sang Yoon vai Hoàng tử Quang Hải Quân
- Kim Bum vai Kim Tea Do
- Park Gun Huyng vai Lee Yook Do
- Seo Hyun Jin vai Shim Hwa Ryung
- Jun Kwang Ryul vai Lee Kang Chun
- Jung Bo Suk vai vua Vua Sun Jo
- Han Go Eun vai Nhân tần Kim In Bin
- Lee Kwang Soo vai Hoàng tử Im Hae
- Byun Hee Bong vai Moon Sa Seung
- Lee Jong Won vai Yoo Eul Dam
- Sung Ji Roo vai Shim Jong Soo
- Jang Kwang vai Lee Pyung Ik
- Jang Hyo Jin vai Ma Poong
- Song Ok Sook vai Son Haeng Soo

### Nhân vật chính

#### Jung Yi (Moon Geun-young)
Với khiếu thẩm mỹ tinh tế và giác quan nhạy cảm khác thường, Jung Yi như được sinh ra chỉ để làm đồ gốm. Cô có thể phân biệt những sản phẩm gốm hảo hạng chỉ bằng thị giác, lựa chọn chất liệu đất sét bằng khứu giác, đánh giá chất lượng men bằng vị giác và kiểm tra nhiệt độ lò nung bằng thính giác. Dưới bàn tay tài hoa của Jung Yi, những mẩu đất vô tri bỗng hoá thành kiệt tác nghệ thuật. Người ta nói Thần Gốm đã nhập vào Jung Yi trong lúc cô được sinh ra tại một lò nung.

#### Quang Hải Quân (Lee Sang-yoon)
Có tư chất đế vương từ nhỏ và tài trí hơn người nhưng Hoàng tử Quang Hải Quân lại gặp không ít trắc trở trên con đường thừa kế ngai vàng trước sự chống đối quyết liệt của các thế lực đối lập trong triều. Hơn nữa, Hải Quân còn không nhận được sự ủng hộ của Triều Tiên Tuyên Tổ do luôn bị coi là nguyên nhân gây ra cái chết của ái phi - người qua đời trong lúc hạ sinh Hải Quân. Từ khi còn bé, Hoàng tử Quang Hải Quân đã sớm nhận ra rằng một người văn võ song toàn trước sau gì cũng sẽ mua thù chuốc oán. Trong một chuyến đi săn cùng cha, Hải Quân gặp người phụ nữ định mệnh - Jung Yi.

#### Lee Yook-do (Park Gun-hyung)
Yook-do là anh cùng cha khác mẹ với Jung Yi. Sinh ra trong một gia đình có truyền thống nghề gốm, Yook-do sớm trở thành một người thợ thủ công nức tiếng gần xa. Phần lớn cư dân trong vùng đều cho rằng Yook-do có năng khiếu làm gốm thiên bẩm mà không hề biết đó là kết quả của biết bao tháng ngày lao tâm khổ tứ của anh bên bàn xoay. Chỉ 1% thành công của Yook-do là nhờ tài năng.

#### Kim Tae-do (Kim Bum)
Dường như sự có mặt của Tae-do trên cõi đời này là để bảo vệ Jung Yi. Anh quý cô bé mồ côi mẹ như em ruột. Ngoài lúc giúp cha mẹ trông coi quán trọ và luyện võ, khoảng thời gian còn lại của Tae-do đều dành cho Jung Yi. Tae-do không biết rằng anh đã phải lòng Jung Yi mà chỉ đơn giản tin rằng chăm sóc cô là nhiệm vụ của mình.

### Nhân vật phụ

#### Lee Gang-chun (Jun Kwang-ryul)
Nhà tạo mẫu gốm sứ hoàng gia thế hệ thứ 6 và là cha ruột của Jung Yi. Gia đình ông nổi tiếng vì làm gốm nhưng ông ấy là người cố gắng ngăn cản Jung Yi trở thành một thợ thủ công và không nhận Jung Yi là con mình. Ông ấy làm bất cứ điều gì cho con trai mình Yukdo. Lee giúp người Nhật xâm chiếm Triều Tiên nhưng không thành công và sau đó ông chết trong tay của người Nhật. Tuy thế, trong lòng ông, Jung Yi vẫn không phải là người con ruột của mình.

## Nhạc phim
1. Đi bộ
2. Nước mắt cũng là tình yêu - Baek A-yeon
3. Dòng nước mắt - Noel
4. Không bao giờ quên anh - Bobby Kim
5. Anh yêu em - Park Ji-min
6. Ngay cả khi nhắm mắt - Lush
7. Độc thoại - Kim Hyung-joong
8. Thiên đường số phận
9. Hạnh phúc của Jung Yi
10. Vì vua cô đơn
11. Trái tim nóng bỏng
12. Làm gốm
13. Mừng vui
14. Vượt qua giới hạn của tình yêu
15. Thực hiện một lời hứa
16. Giành lấy
17. Cơn gió trong tâm hồn
18. Tình yêu cháy bỏng
19. Cuộc chiến đơn độc
20. Như hoa như lửa
21. Nữ thần gốm
22. Nước mắt của niềm vui
23. Số phận
24. Nữ thần lửa Jung Yi

## Đánh giá
| Tập        | Ngày phát sóng | Tỉ lệ trung bình  | Tỉ lệ trung bình  | Tỉ lệ trung bình         | Tỉ lệ trung bình         |
| Tập        | Ngày phát sóng | Đánh giá của TNmS | Đánh giá của TNmS | Đánh giá của AGB Nielsen | Đánh giá của AGB Nielsen |
| Tập        | Ngày phát sóng | Cả nước           | Seoul             | Cả nước                  | Seoul                    |
| ---------- | -------------- | ----------------- | ----------------- | ------------------------ | ------------------------ |
| 1          | 1/7/2013       | 10.1%             | 11.1%             | 10.7%                    | 12.3%                    |
| 2          | 2/7/2013       | 10.4%             | 11.7%             | 11.4%                    | 11.3%                    |
| 3          | 8/7/2013       | 9.3%              | 10.5%             | 10.3%                    | 11.4%                    |
| 4          | 9/7/2013       | 10.6%             | 11.9%             | 12.0%                    | 12.8%                    |
| 5          | 15/7/2013      | 11.5%             | 13.3%             | 10.6%                    | 11.7%                    |
| 6          | 16/7/2013      | 11.3%             | 13.7%             | 11.8%                    | 13.3%                    |
| 7          | 22/7/2013      | 11.2%             | 13.4%             | 11.7%                    | 12.6%                    |
| 8          | 23/7/2013      | 12.1%             | 15.1%             | 11.8%                    | 12.4%                    |
| 9          | 29/7/2013      | 11.2%             | 13.7%             | 10.4%                    | 11.6%                    |
| 10         | 30/7/2013      | 10.8%             | 13.4%             | 11.0%                    | 11.5%                    |
| 11         | 5/8/2013       | 10.7%             | 13.6%             | 10.0%                    | 11.2%                    |
| 12         | 6/8/2013       | 11.0%             | 14.4%             | 11.6%                    | 13.0%                    |
| 13         | 12/8/2013      | 8.2%              | 10.5%             | 9.1%                     | 10.3%                    |
| 14         | 13/8/2013      | 8.8%              | 10.9%             | 9.6%                     | 10.8%                    |
| 15         | 19/8/2013      | 7.7%              | 9.6%              | 7.8%                     | 9.4%                     |
| 16         | 20/8/2013      | 8.2%              | 10.3%             | 8.6%                     | 9.8%                     |
| 17         | 26/8/2013      | 7.6%              | 8.7%              | 8.6%                     | 9.9%                     |
| 18         | 27/8/2013      | 8.4%              | 10.3%             | 9.1%                     | 10.9%                    |
| 19         | 2/9/2013       | 8.5%              | 9.7%              | 8.4%                     | 9.7%                     |
| 20         | 3/9/2013       | 9.6%              | 11.5%             | 9.1%                     | 10.4%                    |
| 21         | 9/9/2013       | 7.6%              | 8.9%              | 8.4%                     | 9.4%                     |
| 22         | 10/9/2013      | 8.2%              | 9.1%              | 7.9%                     | 9.1%                     |
| 23         | 16/9/2013      | 8.2%              | 9.9%              | 7.5%                     | 8.7%                     |
| 24         | 17/9/2013      | 7.9%              | 8.5%              | 7.2%                     | 7.8%                     |
| 25         | 30/9/2013      | 7.1%              | 8.2%              | 6.0%                     | 7.2%                     |
| 26         | 1/10/2013      | 7.7%              | 8.8%              | 7.6%                     | 8.4%                     |
| 27         | 7/10/2013      | 7.9%              | 9.2%              | 7.4%                     | 9.0%                     |
| 28         | 8/10/2013      | 7.6%              | 8.5%              | 7.2%                     | 7.7%                     |
| 29         | 15/10/2013     | 8.2%              | 9.3%              | 9.0%                     | 10.3%                    |
| 30         | 15/10/2013     | 6.8%              | 8.2%              | 8.0%                     | 9.5%                     |
| 31         | 21/10/2013     | 9.1%              | 11.0%             | 9.3%                     | 10.4%                    |
| 32         | 22/10/2013     | 10.3%             | 12.1%             | 9.6%                     | 10.6%                    |
| Trung bình | Trung bình     | 9.2%              | 10.8%             | 9.3%                     | 10.4%                    |

## Phát sóng quốc tế
- Phát sóng trên kênh HTV7 vào 11/2014 với tên gọi "Nữ thần lửa".
- Phát sóng ở Sri Lanka trên kênh Rupavahini vào 2015 với tên gọi Sirimati Sittaravi và được lồng tiếng Sinhalese.[10]
- Phát sóng ở Thái Lan trên kênh Channel 3 vào 2016 với tên gọi Jung Yi Tamnan Sin Haeng  Joseon (tiếng Thái: จองอีตำนานศิลป์แห่งโชซอน; nghĩa là: "Jung Yi, Thiên tài Nghệ thuật của Triều Tiên") và được lồng tiếng Thái.[11]

## Giải thưởng và đề cử
| Năm  | Giải thưởng                         | Thể loại                                   | Người nhận                         | Kết quả   |
| ---- | ----------------------------------- | ------------------------------------------ | ---------------------------------- | --------- |
| 2013 | Giải thưởng Điện ảnh Hàn Quốc lần 6 | Giải thưởng nam diễn viên xuất sắc         | Lee Sang-yoon                      | Đề cử     |
| 2013 | Giải thưởng Điện ảnh Hàn Quốc lần 6 | Giải thưởng nữ diễn viên xuất sắc          | Seo Hyun-jin                       | Đoạt giải |
| 2013 | Giải thưởng Điện ảnh MBC            | Giải thưởng top nữ diễn viên xuất sắc SPD  | Moon Geun-young                    | Đề cử     |
| 2013 | Giải thưởng Điện ảnh MBC            | Giải thưởng top nam diễn viên xuất sắc SPD | Lee Sang-yoon                      | Đề cử     |
| 2014 | Liên hoan Phim Quốc tế Seoul lần 9  | Giải thưởng Điện ảnh nổi bật Hàn Quốc      | Nữ thần lửa                        | Đề cử     |
| 2014 | Liên hoan Phim Quốc tế Seoul lần 9  | Giải thưởng nữ diễn viên nổi bật Hàn Quốc  | Moon Geun-young                    | Đề cử     |
| 2014 | Liên hoan Phim Quốc tế Seoul lần 9  | Giải thưởng nhạc phim nổi bật Hàn Quốc     | Không bao giờ quên anh - Bobby Kim | Đề cử     |
| 2014 | Liên hoan Phim Quốc tế Seoul lần 9  | Giải thưởng nhạc phim nổi bật Hàn Quốc     | Dòng nước mắt - Noel               | Đề cử     |